# Capioví
Capioví es un municipio argentino de la provincia de Misiones, ubicado dentro del Departamento Libertador General San Martín,  se encuentra sobre la Ruta Nacional 12, prácticamente a mitad de camino entre la capital de la provincia, Posadas, y la turística ciudad de Puerto Iguazú.  Se halla a una latitud de 26°55′ S y a una longitud de 55°4′ O.
Una peculiaridad del pueblo es que cuenta dentro del mismo ejido urbano con una cascada sobre el arroyo Capioví conocido como salto Capioví, el cual forma una pileta natural de hasta 4 metros de profundidad en su caída. Este salto y el pequeño parque construido alrededor del mismo son uno de los principales atractivos turísticos de la provincia.
Cuenta también con un reconocido observatorio astronómico. Dentro del ejido municipal también se encuentra el núcleo urbano de San Gotardo.

## Historia
La historia del pueblo comienza cuando la compañía de Carlos Culmey adquiere en 1919 terrenos en la zona. Un año después llegó desde Brasil Enrique Graef con su familia y se convertirían en los primeros colonos de Capioví. Aprovechando la caída de agua del salto Capioví Culmey mandó a instalar un aserradero aguas abajo del mismo generando energía con un molino que aún se conserva. De a poco comenzaron a llegar los colonos alemanes y suizos que darían a Capioví un sello distintivo en la región. El primer colono agricultor en llegar fue Juan Roten con su esposa Petronila Lehnen e hijos. Hubo sucesivos arribos de colonos alemanes - brasileños que provenían de tierra empobrecidas de Río Grande do Sul, que hacían su ingreso por Uruguayana - Paso de los Libres, lugar desde donde luego se trasladaban en tren a Posadas para luego abordar algún vapor por el curso del Paraná hasta el puerto San Alberto.
En 1971 la llegada de la planta celulósica Papel Misionero imprimió un nuevo auge al poblado, que hasta ese momento tenía como principal motor económico las plantaciones de yerba mate. La planta hizo su instalación en las cercanías de lo que luego sería el pueblo de San Gotardo, y embarcaba su producción por el puerto de Oro Verde.

## Población

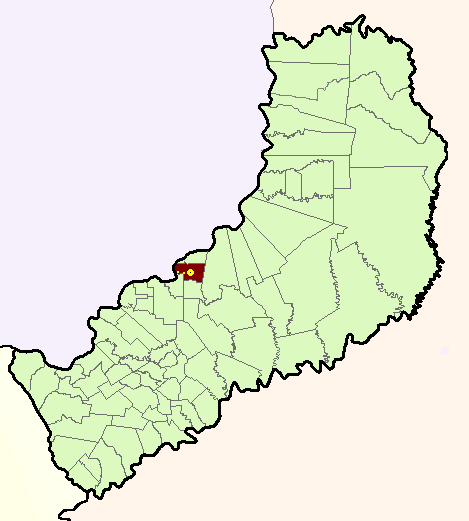
Área del municipio de Capioví; el punto pequeño es la localidad de San Gotardo

Contaba con 6478 habitantes según el censo de 2022, lo que representa un incremento del 6,2% frente a los 6,097 habitantes (Indec, 2010) del censo anterior. 

## Parroquias de la Iglesia católica en Capioví
| Diócesis  | Puerto Iguazú    |
| --------- | ---------------- |
| Parroquia | San Luis Gonzaga |

## Navidad en Capioví
Desde la Navidad del año 2008, en la ciudad se festeja esa fecha religiosa de una manera muy particular, durante todo el año se trabaja para decorar la ciudad con motivos navideños, construidos con materiales reutilizables, convirtiendo a la ciudad en un lugar turístico.  La belleza de la ornamentación ha llevado a que se la denominara  ciudad de "cuento de hadas". La iniciativa la tuvo un grupo de catequesis, dirigidas por Ürsula Kleiner y Marta Werle quienes fueron organizando a lo largo de los años una producción cada vez más bella, que incluye esculturas y árboles navideños de muy grandes dimensiones, a la que se ha sumado  gran parte de la población que voluntariamente guarda y recolecta los materiales que se reutilizan, principalmente botellas plásticas; también se han sumado a estas tareas, que implican tomar conciencia ambiental, municipios aledaños, como Puerto Rico y Ruiz de Montoya.
La dimensión que fue cobrando el evento  año a año llevó a los organizadores a desarrollar distintas técnicas para la reutilización del material plástico, implementando cursos y talleres en los que los voluntarios fueron conociendo lo necesario para realizar creaciones ingeniosas y de alto impacto estético. 
El trabajo de cortado, pintado, armado y fijado de las figuras construidas  involucra además a artesanos, herreros, carpinteros y electricistas, todos inmersos en un proceso voluntario y gratuito para hacer posible los festejos de la Navidad. Todos los 1 de diciembre se encienden las luces del gran árbol de Navidad de la plaza Los pioneros y comienzan a arribar los vecinos de pueblos aledaños y turistas, habiéndose convertido el evento en una importante opción turística, en torno a la que se ha generado infraestructura para su atención.
Por último, cabe destacar que, además de los artículos decorativos, la ciudad también organiza durante todo el mes de diciembre una serie de espectáculos musicales, ferias y eventos gastronómicos.